# Daniel Gabriel Lichard
Daniel Gabriel Lichard (Slovenská Ľupča, 17 gennaio 1812 – Skalica, 17 novembre 1882) è stato uno scrittore, insegnante e giornalista slovacco.

## Biografia
Era figlio di Daniel Gabriel Lichard, un pastore protestante, e di Anna Messerschmidtová. Ricevette la sua istruzione in primo luogo a Slovenská Ľupča, poi dal 1821 al 1823 frequentò il ginnasio di Rimavská Sobota e dal 1823 al 1828 il liceo evangelico di Kežmarok, quindi dal 1828 al 1834 il liceo evangelico di Presburgo, l'odierna Bratislava. Qui conobbe Ľudovít Štúr, che suscitò in lui il sentimento patriottico. Successivamente proseguì gli studi presso la facoltà teologica di Vienna, studiandovi dal 1834 al 1837. Fu ordinato sacerdote evangelico nel 1840, ma solo per breve tempo. Il centro del suo interesse era il giornalismo, l'economia e le scienze naturali e la loro divulgazione. Dal 1838 al 1844 fu professore al liceo di Banská Štiavnica, dove insegnò anche matematica e fisica, ma dopo il 1847 si dedicò interamente al giornalismo e divenne il primo giornalista professionista slovacco.
Nel 1847 pubblicò il suo primo almanacco Domová pokladnica ("Il tesoro domestico"), a cui seguirono le Noviny pre hospodárstvo, remeslo a domáci život ("Notizie per l'agricoltura, l'artigianato e la vita domestica").
Prese parte alle lotte per l'identità nazionale e l'emancipazione sociale degli slovacchi durante l'Insurrezione slovacca del 1848-1849, il 20 marzo 1849 partecipò alla delegazione slovacca che ottenne udienza dall'imperatore Francesco Giuseppe I.

## Attività giornalistica
La mole dell'attività di Daniel Lichard è impressionante: dal 1847 alla sua morte si dedicò esclusivamente al giornalismo e alla scrittura, firmando più di 5 000 articoli. In tutti questi anni non passò nemmeno un giorno senza scrivere qualcosa. Nel suo necrologio Svetozár Hurban Vajanský scrisse: «L'opera di Lichard è un'intera biblioteca scritta da una sola penna. Tredici grandi volumi e 35 più piccoli, 35 annate del giornale e altri innumerevoli articoli editi altrove. Messi insieme farebbero quasi 90 tomi di diverso formato».
Daniel Lichard era un divulgatore versatile, un attivista e un pubblicista. Nella cerchia di Ľudovít Štúr divenne un grande divulgatore delle scoperte scientifiche, un pioniere della lingua slovacca letteraria, che coniò e diffuse un'appropriata terminologia tecnica e scientifica. Collaborò con Juraj Fándly, Gašpar Fejérpataky-Belopotocký, Juraj Palkovič e altri alla letteratura istruttiva e alla divulgazione popolare, diffondendo libri, calendari, riviste e giornali slovacchi. Per lunghi anni promosse il movimento cooperativistico, la fondazione di casse di risparmio e di istituti di credito agrario e altre forme di auto-aiuto. Fu davvero un insegnante del popolo, un consigliere dell'economia rurale e un «contadino fra i contadini», come lo definì Pavol Országh-Hviezdoslav.
Combinò efficacemente le teoria e la pratica, annunciò e propagandò il progresso scientifico, che poteva favorire la prosperità economica degli artigiani e dei piccoli commercianti slovacchi. La sua opera giornalistica è improntata ai valori tradizionali della storia giornalistica slovacca. Alcuni termini da lui coniati sono divenuti di uso generale nello slovacco attuale.
La sua attività ebbe inizio nel 1848 con le Noviny pre hospodárstvo, remeslo a domáci život ("Notizie per l'agricoltura, l'artigianato e la vita domestica"), che furono pubblicate solo per metà anno. Dopo la rivoluzione nel 1849 fu redattore per breve tempo del giornale politico Slovenskí pozorňík e del supplemento Žitva, che aveva per sottotitolo Listy pre ľud hospodársky (Lettere per la gente contadina). Per quasi tredici anni fu redattore del giornale viennese Slovenské novíny e per quasi vent'anni pubblicò il più noto giornale contadino slovacco del XIX secolo Obzor (1863 – 1882).

## Attività letteraria
I suoi primi tentativi poetici risalgono al periodo dei suoi studi a Vienna e furono affidati alle riviste Plody (1836) e Hronka (1837). In seguito si dedicò soprattutto alla saggistica e al giornalismo. Nella sua vasta attività spicca una grammatica della lingua italiana, che fu il primo testo di lingua italiana scritto da uno slovacco. Pure interessante il suo testo di matematica, che durante la sua vita e per molti anni dopo la sua morte fu in uso presso le scuole slovacche. La sua opera più importante riguarda la divulgazione delle scienze naturali e agrarie, di cui offrì un compendio completo nel saggio in due parti Slovenská obrázková čítanka hospodárska ("Manuale illustrato dell'agricoltore slovacco") del 1882. Di grande aiuto ai contadini furono anche alcuni opuscoli di argomento vario Poučenie o cholere (Istruzioni sul colera), Naše nové peníze ("La nostra nuova moneta") (1858), Rozhovory o Matici slovenskej ("Discorsi sulla Matica slovenská"), Malý gazda ("Il piccolo contadino") (1867, 1869, 1870, 1875), Malá gazdiná ("La piccola contadina") (1871, 1877) e Malý účtovník ("Il piccolo dottore") (1874). Fu molto amato dalla popolazione rurale e dalla piccola borghesia slovacca il suo calendario (in realtà quasi un'enciclopedia popolare). Inizialmente ebbe il titolo di Domová pokladnica ("Il tesoro domestico") (1847 – 1851) e gli fece seguito il calendario Časník (1856 – 1858), dal 1865 al 1883 riebbe il titolo di Domová pokladnica, fuorché nel 1867 e nel 1868 in cui si intitolò Slovenský kalendár ("Calendario slovacco").